# Britische Schulen in Deutschland

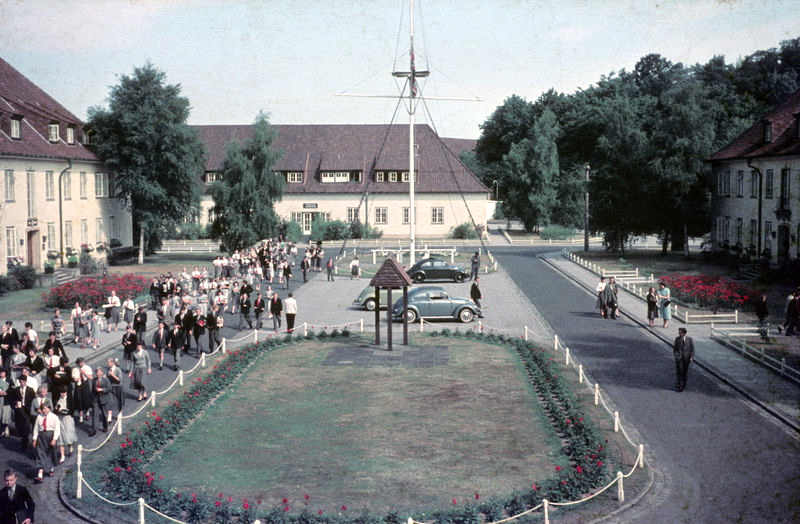
King Alfred's School am Plöner See

Britische Schulen in Deutschland beschreibt sämtliche Grund- und weiterführende Schulen, die von der Britischen Rheinarmee nach dem Zweiten Weltkrieg in Deutschland gegründet wurden, zunächst in der Britischen Besatzungszone, sodann im Stationierungsraum des I (BR) Corps.

## Geschichte
Mit dem Ende des Zweiten Weltkrieges und der Stationierung der British Army on the Rhine (BAOR) als Teil der Alliierten Besetzung Deutschlands wurde es den Soldaten ermöglicht, mit „Operation Union“ ihre Familien in das kriegszerstörte Deutschland kommen zu lassen.
Die erste Schule die vom British Families Education Service (BFES) offiziell eröffnet wurde, war Prince Rupert School in Wilhelmshaven. Die Schule wurde – in der seit langem in Großbritannien üblichen Praxis – als Internatsschule (boarding school) organisiert. Zwei weitere Internatsschulen wurden in Hamm und in Plön in den 1950er Jahren gegründet. Bei der letzteren, der King Alfred’s School, handelte es sich um die 1938 erbaute Ausbildungseinrichtung der Kriegsmarine am Plöner See. Allein dieses Internat beherbergte in der Zeit von 1957 bis 1959 mehr als 700 Schüler, die Hälfte davon Mädchen, in den idyllisch gelegenen Gebäuden. 1959 wurde die Liegenschaft dennoch der Deutschen Bundesmarine übergeben. 1978 bestanden 104 Schulen mit 33 000 Schülern, davon 6 300 aus Familien der Royal Air Force; 1990 waren es noch 84 Schulen mit 1 027 Lehrern und 24 481 Schülern. Lediglich auf dem Truppenübungsplatz Sennelager und beim NATO-Hauptquartier auf der Ramstein Air Base bestanden 2023 noch britische Schulen.

## Leitungsgremien
Zur Leitung und Verwaltung der Schulen für die Familien des britischen Militärs und ziviler Mitarbeiter errichtete die britische Regierung 1946 den British Families Education Service (BFES). BFES wurde vom britischen Foreign Office in Zusammenarbeit mit dem Kriegsministerium (War Office) und dem Erziehungsministerium beauftragt, gleichwertige Rahmenbedingungen wie in Großbritannien für den Schulunterricht zu schaffen. Zuvor hatte bereits das Army Education Corps bestanden, das mit der Ausbildung der Lehrer (Queen’s Army Schoolmistresses) die Soldatenkinder in den Garnisonen unterrichten sollten.
Das für Deutschland zuständige Büro des BFES befand sich in der Basis von RAF Borgentreich. Im Laufe der Jahre eröffnete BFES Schulen weltweit in den Stützpunkten der britischen Streitkräfte, etwa in Hongkong, Singapur, Zypern, Malta, Gibraltar, Mauritius und Malaya. In den frühen 1970er Jahren wurde BFES in Service Children’s Education Authority (SCEA) umbenannt und der British Army unterstellt. 1989 erhielt der Dienst eine neue Administration und wurde zum Service Children’s Schools (SCS) umgebildet.
1997 schließlich wurde die noch bestehende Organisation Service Children’s Education (SCE) mit dem Hauptsitz in Wegberg, dem neuen Namen der früheren (bis 1992) Basis RAF Wildenrath, gegründet. Mit der Verringerung des im Ausland dienenden Personals, verlor der Dienst 2013 seinen Status als eigenständige Agentur (executive agency) und wurde Teil des Direktorats Children and Young People (DCYP) im Verteidigungsministerium. Der Sitz wurde von Wegberg 2012 in das JHQ Rheindahlen verlegt und ein Jahr später nach England verlegt (Trenchard Lines, Upavon, Wiltshire). 2021 wurde auch dieser Dienst aufgelöst.

## Liste der Schulen in Deutschland (87 Schulen)
Wichtigste Quelle sind die Einträge zu den einzelnen Schulen in Service Children’s Education und dort die Liste Former Schools sowie die Web Site der BFES Association.

### Berlin (2 Schulen)
| Ort       | Schule                   | Eröffnet | Geschlossen | Bemerkungen                                              |
| --------- | ------------------------ | -------- | ----------- | -------------------------------------------------------- |
| Berlin    | Spandau Primary School   | 1947     | 1994        |                                                          |
| RAF Gatow | Havel School (Secondary) | 1947     | 1994        | Bis 1977 zusammen mit Gatow First School (Kindergarten). |

### Hamburg (1 Schule)
| Ort     | Schule                             | Eröffnet | Geschlossen | Bemerkungen                           |
| ------- | ---------------------------------- | -------- | ----------- | ------------------------------------- |
| Hamburg | Hamburg School (Primary/Secondary) | 1947     | 1952        | 1952 Schließung der Garnison Hamburg. |

### Niedersachsen (22 Schulen)
| Ort           | Schule                           | Eröffnet | Geschlossen | Bemerkungen |
| ------------- | -------------------------------- | -------- | ----------- | --- |
| Bergen-Hohne  | Gloucester School (Secondary)    | 1962     | 2015        | In Glynn Hughes Hospital, 1965 Bezug eines Neubaus.                                                                                              |
| Bergen-Hohne  | Montgomery School (Primary)      | 2011     | 2015        | |
| Bergen-Hohne  | Slim School (Primary)            | 1952     | 2015        | |
| Bergen-Hohne  | Wavell Primary School            | 1952     | 2015        | |
| Bückeburg     | Bückeburg Primary School         | 1947     | 1997        | 1955 Übergabe der Garnison an die Bundeswehr. Die Schule bestand weiter für Schüler der Garnisonen Rinteln und Minden. 1962 Bezug eines Neubaus. |
| Celle         | Mountbatten Primary School       | 1947     | 1993        | 1954 Bezug eines Neubaus. |
| Fallingbostel | Heide School (Middle)            | 1949     | 2015        | |
| Fallingbostel | Scott School (Primary)           | 1949     | 2015        | |
| Fallingbostel | Shackleton School (Primary)      | 1949     | 2015        | |
| Göttingen     | Rhine Army College               | 1945     | 1954        | |
| Hameln        | Hameln School (Primary)          | 1971     | 2014        | |
| Hameln        | Weser School (Primary)           | 1952     | 2014        | |
| Hannover      | Hannover Primary School          | 1947     | 1958        | 1958 Übergabe der Garnison an die Bundeswehr. |
| Hastenbeck    | Hastenbeck Primary School        |          | 2013        | Die Schule brannte 2013 ab. |
| Hildesheim    | Hildesheim Primary School        | 1947     | 1993        | |
| Osnabrück     | Derby Middle School              | 1976     | 2008        | |
| Osnabrück     | Marlborough School (Primary)     | 1950     | 2008        | |
| Osnabrück     | Wellington School (Primary)      | 1950     | 1976        | |
| Rinteln       | Prince Rupert School (Secondary) | 1948     | 2014        | 1972 wurden Name und Tradition der Prince Rupert School in Wilhelmshaven nach Rinteln übertragen.                                                |
| Soltau        | Jerboa Primary School            | 1974     | 1993        | |
| Verden        | Churchill School (Primary)       | 1948     | 1993        | Mit Annex in Kiel. |
| Wilhelmshaven | Prince Rupert School             | 1947     | 1972        | Boarding school. Ersatzbauprogramm 1959, Bau von BFES Schulen und Lehrermessen.                                                                  |

### Nordrhein-Westfalen (60 Schulen)
| Ort             | Schule                             | Eröffnet | Geschlossen    | Bemerkungen                                                                                                  |
| --------------- | ---------------------------------- | -------- | -------------- | --- |
| Bad Salzuflen   | Bad Salzuflen School (Primary)     | 1947     | 1947           | |
| Bielefeld       | Bielefeld School (Primary)         | 1951     | 1994           | Ersatzbauprogramm 1959, Bau von BFES Schulen und Lehrermessen.                                               |
| Brüggen         | Brüggen School                     | 2001     | 2015           | Bis 2001 RAF Brüggen, in Elmpt.                                                                              |
| Bünde           | Bünde Primary School               | 1947     | 1996           | Ersatzbauprogramm 1959, Bau von BFES Schulen und Lehrermessen.                                               |
| Detmold         | Hakedahl Primary School            | 1947     | 1993           | |
| Detmold         | Hobart Primary School              | 1947     | 1971           | Die Sir John Mogg School trat die Nachfolge von Hobart School an.                                            |
| Detmold         | Sir John Mogg Primary School       | 1971     | 2014           | |
| Dortmund        | Alanbrooke School (Primary)        | 1947     | 1993           | In Suffolk Barracks                                                                                          |
| Dortmund        | Cornwall School (Secondary)        | 1947     | 1994           | |
| Dortmund        | Victoria School (Primary)          | 1947     | 1995           | In Napier Barracks                                                                                           |
| Dülmen          | Tower School (Primary)             |          |                | In Tower Barracks                                                                                            |
| Enger           | Fleming Primary School             | 1974     | 1996           | In Wentworth Barracks                                                                                        |
| Gütersloh       | Blankenhagen School (Primary)      | 2013     | 2019           | Trat die Nachfolge von Andrew Humphrey School, RAF Gütersloh an.                                             |
| Gütersloh       | Haig Primary School                | 1961     | 2019           | In Mansergh Barracks im Stadtteil Sundern.                                                                   |
| Gütersloh       | King's School (Secondary)          | 1960     | 2019           | In Mansergh Barracks im Stadtteil Sundern.                                                                   |
| Hamm            | Hamm Primary School                | 1947     | 1994           | |
| Hamm            | Windsor Boys' School (Secondary)   | 1953     | 1981           | Brixton Camp, boarding school.                                                                               |
| Hamm            | Windsor Gitrls' School (Secondary) | 1959     | 1981           | In Newcastle Barracks, boarding school. Ersatzbauprogramm 1959, Bau von BFES Schulen und Lehrermessen        |
| Hemer           | Hemer Primary School               | 1970     | 1993           | |
| Herford         | Herford Primary School             | 1952     |                | Aufgeteilt in Lister School und Fleming School (Enger).                                                      |
| Herford         | Lister School (Primary)            | 1952     | 2015           | In Wentworth Barracks. Ersatzbauprogramm 1959, Bau von BFES Schulen und Lehrermessen.                        |
| Hostert         | Kent School (Secondary)            | 1963     | 1987           | Boarding school                                                                                              |
| Höxter          | Höxter Primary School              | 1947     | 1948           | |
| Iserlohn        | Iserlohn Primary School            | 1947     | 1994           | Ersatzbauprogramm 1959, Bau von BFES Schulen und Lehrermessen.                                               |
| Krefeld         | Krefeld Primary School             | 1952     | 2002           | Ersatzbauprogramm 1959, Bau von BFES Schulen und Lehrermessen.                                               |
| Lemgo           | Lemgo Primary School               | 1947     | 1993           | Ersatzbauprogramm 1959, Bau von BFES Schulen und Lehrermessen.                                               |
| Lippstadt       | Lippstadt Primary School           | 1952     | 1992           | |
| Lübbecke        | St. Peter’s Primary School         | 1947     |                | Ersatzbauprogramm 1959, Bau von BFES Schulen und Lehrermessen.                                               |
| Minden          | Lancaster School (Primary)         | 1949     | 1992           | In Clifton Barracks                                                                                          |
| Minden          | Suffolk School (Primary)           | 1949     | 1994           | In Elizabeth Barracks                                                                                        |
| Mönchengladbach | Ayrshire Barracks Primary School   | 1955     | 2013           | |
| Mönchengladbach | Hampshire School (Primary)         | 1955     | 2001           | In Ayrshire Barracks                                                                                         |
| Münster         | Cambridge Infant School            | 1949     | 1992           | |
| Münster         | Edinburgh School (Secondary)       | 1949     | 2013           | |
| Münster         | Oxford Primary School              | 1949     | 2013           | In Oxford Barracks. Ersatzbauprogramm 1959, Bau von BFES Schulen und Lehrermessen.                           |
| Münster         | York Junior School                 | 1949     | 2013           | 1954 Bezug eines Neubaus in Loddenheide.                                                                     |
| Paderborn       | Robert Browning School (Primary)   | 1948     | 1996           | Ersatzbauprogramm 1959, Bau von BFES Schulen und Lehrermessen.                                               |
| RAF Brüggen     | Cheshire Middle School             | 1975     | 2001           | |
| RAF Gütersloh   | Andrew Humphrey School (Primary)   | 1978     | 2013           | |
| RAF Gütersloh   | Trenchard School (Primary)         | 1947     | 1993           | |
| RAF Laarbruch   | Rhein Middle School                | 1954     | 1999           | |
| RAF Wildenrath  | Griffon School (Primary)           | 1953     | 2013           | |
| RAF Wildenrath  | Merlin School (Primary)            | 1953     | 2013           | |
| RAF Wildenrath  | Pegasus Primary School             | 1953     | 1975           | |
| Ratingen        | Dalton Middle School               | 1950     | 1994           | Direkt neben Roy Barracks. Schule für den Standort Düsseldorf.                                               |
| Rheindahlen     | Queen's School (Secondary)         | 1955     | 1985           | In JHQ Rheindahlen. Ersatzbauprogramm 1959, Bau von BFES Schulen und Lehrermessen. 1979 Bezug eines Neubaus. |
| Rheindahlen     | St. Andrew’s Primary School        | 1955     | 2013           | 2010 Fusion von St. Andrew’s und St. Patrick's Schools zu Ark School (2013 geschlossen).                     |
| Rheindahlen     | St. Christopher’s Primary School   | 1955     | 2013           | |
| Rheindahlen     | St. David's Junior School          | 1957     | 1974           | Ersatzbauprogramm 1959, Bau von BFES Schulen und Lehrermessen. 1974 mit St. Andrews School fusioniert.       |
| Rheindahlen     | St. George’s Primary School        | 1955     | 2011           | |
| Rheindahlen     | St. Patrick's Primary School       | 1955     | 2013           | 2010 Fusion von St. Andrew’s und St. Patrick's Schools zu Ark School (2013 geschlossen).                     |
| Rheindahlen     | Windsor School (Secondary)         | 1985     | 2013           | Nachfolger von Queen's School, übernahm Traditionen und Name von Windsor School, Hamm.                       |
| Sennelager      | Attenborough Primary School        | 1947     | noch bestehend | |
| Sennelager      | John Buchan Middle School          | 1947     | 2019           | In Athlone Barracks                                                                                          |
| Sennelager      | John Buchan School (Primary)       | 1947     | 2019           | In Athlone Barracks                                                                                          |
| Soest           | Möhne Primary School               | 1948     | 1953           | Zunächst Soest Primary School genannt. 1953 Garnison an Kanada übergeben.                                    |
| Werl            | Talavera Primary School            | 1948     | 1953           | 1953 Garnison an Kanada übergeben. Jetzt Norbertschule.                                                      |
| Wetter          | Wetter Primary School              | 1947     | 1994           | |
| Wildenrath      | Wildenrath Primary                 |          |                | Bis 2013 RAF Wildenrath                                                                                      |
| Wulfen          | St. Barbara's Primary School       |          | 1975           | |

### Rheinland-Pfalz (1 Schule)
| Ort      | Schule                     | Eröffnet | Geschlossen    | Bemerkungen |
| -------- | -------------------------- | -------- | -------------- | ----------- |
| Ramstein | St. David's Primary School |          | noch bestehend |             |

### Schleswig-Holstein (1 Schule)
| Ort  | Schule                         | Eröffnet | Geschlossen | Bemerkungen                                                                                                  |
| ---- | ------------------------------ | -------- | ----------- | --- |
| Plön | King Alfred School (Secondary) | 1948     | 1959        | Boarding school in der 1938 erbauten Ausbildungsstätte der Kriegsmarine, 1959 an die Bundesmarine übergeben. |